# Vragočanica
Vragočanica (cyr. Врагочаница) – wieś w Serbii, w okręgu kolubarskim, w mieście Valjevo. W 2011 roku liczyła 325 mieszkańców.